# Sint-Laurentiuskerk (Bremm)
De Sint-Laurentiuskerk (Duits: St.-Laurentius-Kirche) is een rooms-katholieke kerk in Bremm, een plaats in de Duitse deelstaat Rijnland-Palts.

## Geschiedenis

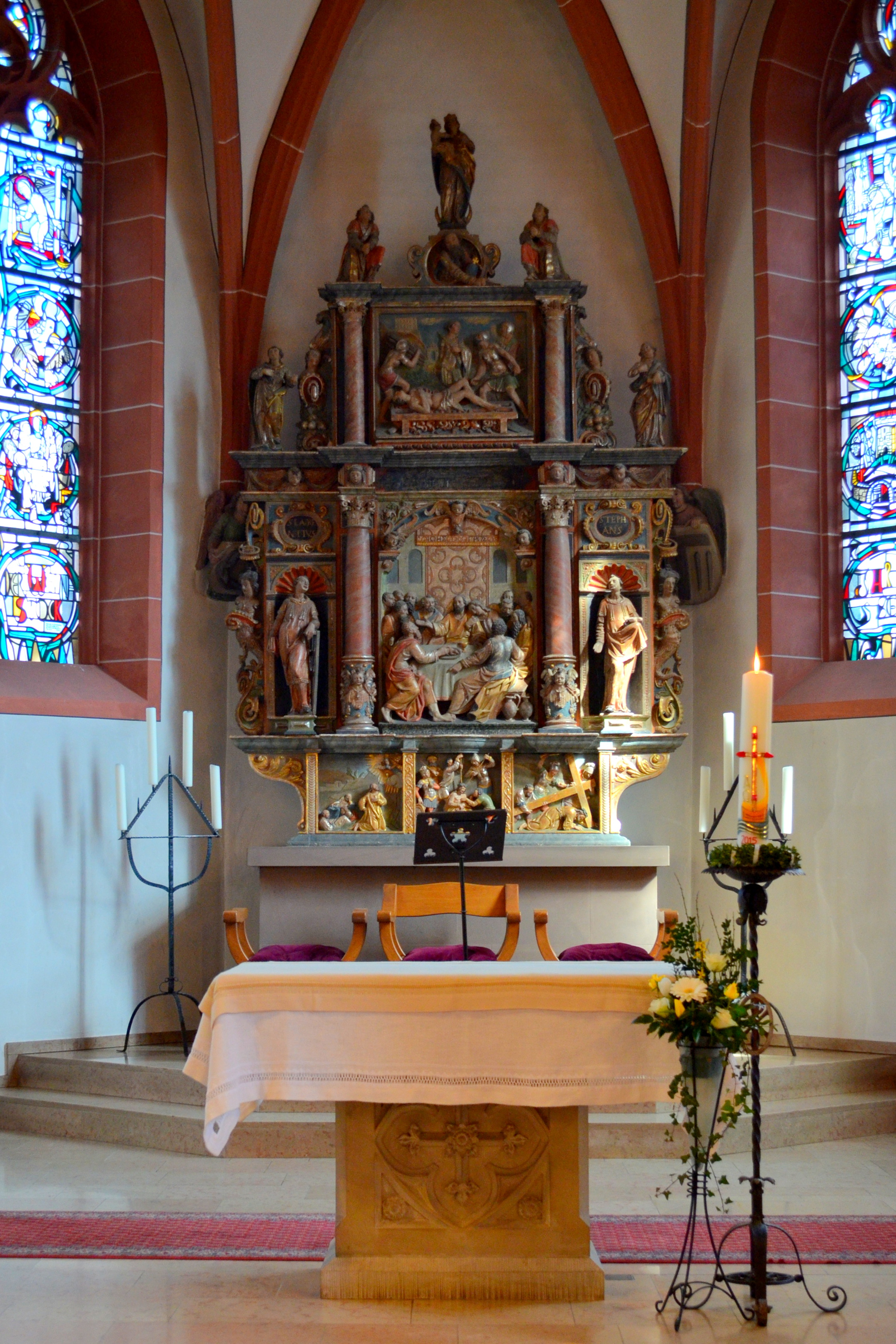
Het Laurentiusaltaar uit de eerste helft van de 17e eeuw

De eerste Laurentiuskerk moet reeds in de 10e eeuw in Bremm hebben gestaan. Het betrof een eenvoudige dorpskerk, waaraan rond 1200 een westelijke romaanse toren met vier verdiepingen werd toegevoegd. 
In de 15e eeuw werden veel romaanse kerken voor de groter en rijker wordende parochies aan de Moezel te klein. Tussen 1475 en 1495 werd ook de oude romaanse kerk van Bremm vervangen door een groter, laatgotische bouwwerk.
Na een brand in 1839 werd de toren naar het ontwerp van Ferdinand Nebel verhoogd met een vijfde verdieping en de huidige spits. Wegens plaatsgebrek moest de kerk in de 19e eeuw aanmerkelijk worden vergroot. Het leidde tot een verdubbeling van de kerk. Het oude koor werd geheel afgebroken en met gebruik van het oude bouwmateriaal werd een nieuw koor opgericht. 
Bij de grote verbouwing werden de drie zijaltaren uit de 17e eeuw verkocht. In de kerk werden nieuwe neogotische altaren geplaatst die in de jaren 1960 weer werden verwijderd. De kerk wist slechts het aan Laurentius gewijde altaar in 1969 terug te verkrijgen. Dit altaar is het huidige hoofdaltaar.

## Interieur
Het interieur wordt overdekt met een rijk stergewelf. De meeste sluitstenen zijn laatgotisch, maar er zijn ook enkele 19e-eeuwse sluitstenen.
Centraal in het hoofdaltaar uit de eerste helft van de 17e eeuw bevindt zich een voorstelling van het Laatste Avondmaal. Daarboven wordt in een reliëf het martelaarschap van de heilige Laurentius uitgebeeld. In de predella zijn drie scènes uit de lijdensgeschiedenis van Christus voorgesteld. Aan weerszijden van het Laatste Avondmaal staan de beelden van Laurentius en Stefanus opgesteld. De afsluiting in de top wordt gevormd door een beeld van de Moeder Gods met Kind met aan haar zijde knielende engelen. 
Uit de laatgotische periode bleef ook het doopvont bewaard. Deze wordt gedateerd op 1507 toen de kerk tot parochiekerk werd verheven. 
De kerkschat bestaat uit meerdere kelken en twee stralenmonstransen uit de 16e tot de 18e eeuw.

## Afbeeldingen

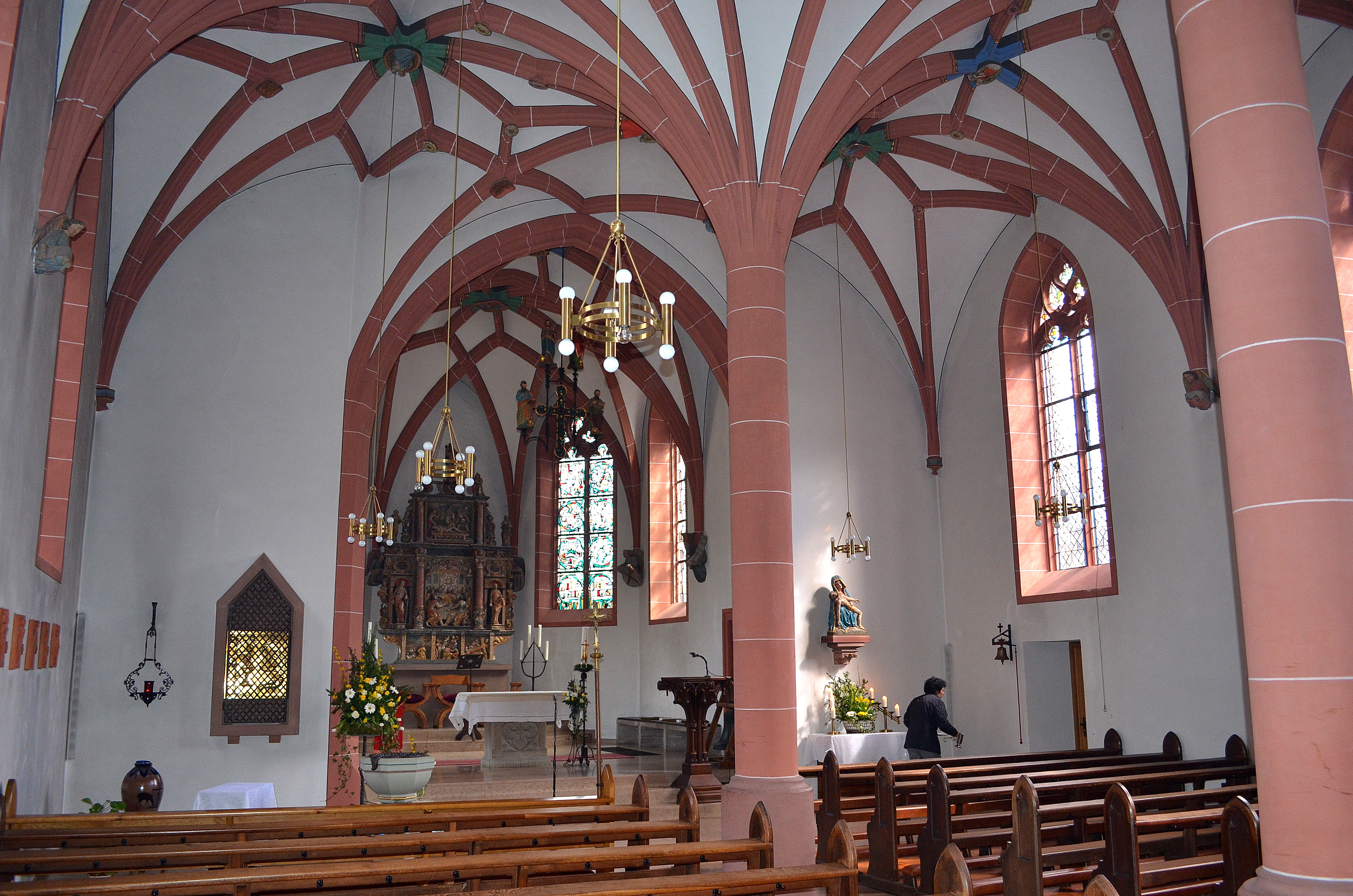
Interieur
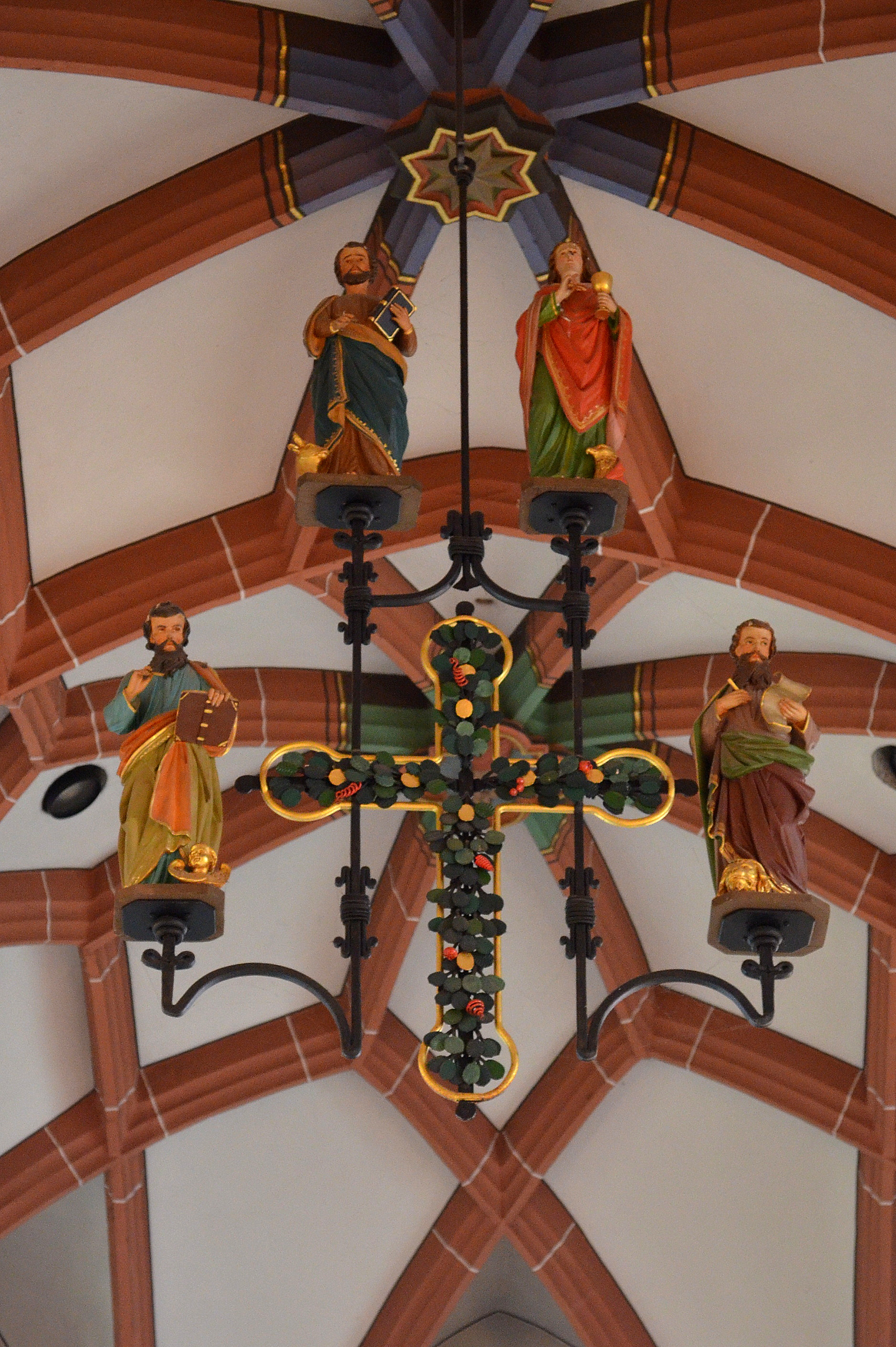
Triomfkruis
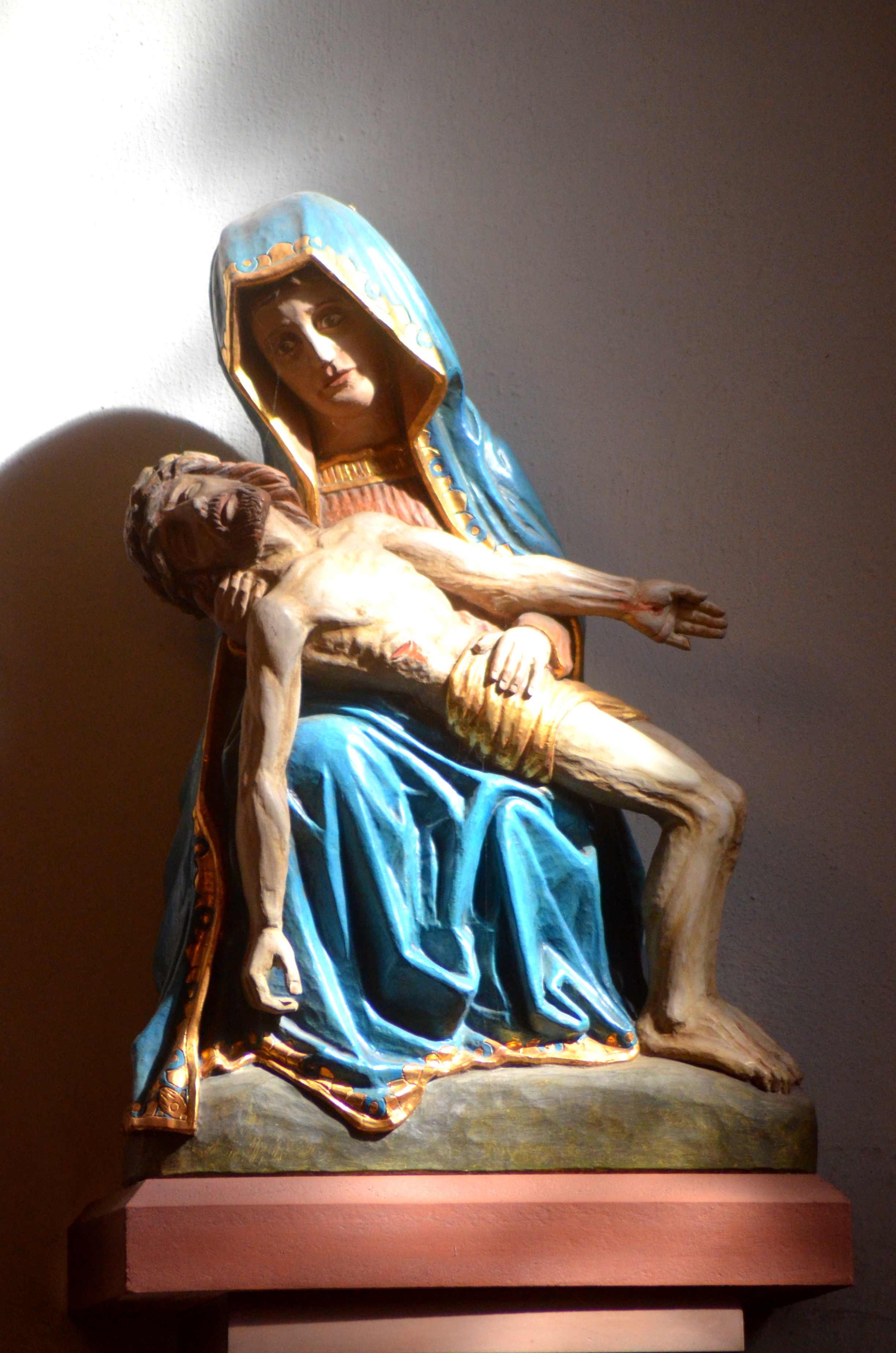
Piëta
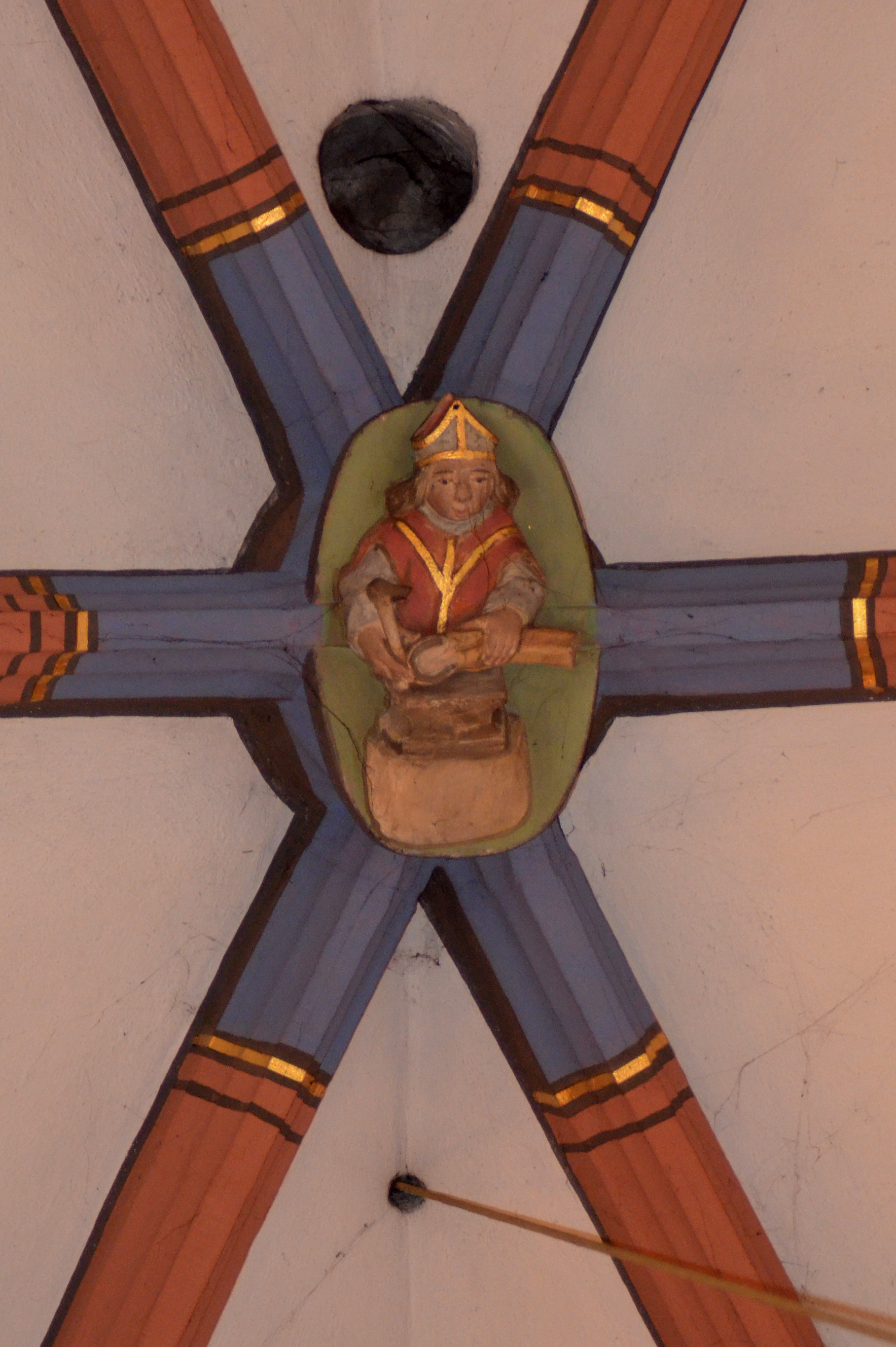
Sluitsteen

## Bron
- (de)  De kerk op de website van Bremm